# (7025) 1993 QA
(7025) 1993 QA est un astéroïde Apollon de 0,498 km de diamètre découvert en 1993.

## Description
(7025) 1993 QA a été découvert le 16 août 1993 à l'observatoire de Kitt Peak, situé dans l'Arizona (États-Unis), par le projet Spacewatch de l’université de l'Arizona.

### Caractéristiques orbitales
L'orbite de cet astéroïde est caractérisée par un demi-grand axe de 1,48 UA, un périhélie de 1,01 UA, une excentricité de 0,32 et une inclinaison de 12,61° par rapport à l'écliptique. Du fait de ces caractéristiques, à savoir un demi-grand axe supérieur à 1 UA et un périhélie inférieur à 1,017 UA, il est classé comme astéroïde Apollon.

### Caractéristiques physiques
(7025) 1993 QA a une magnitude absolue (H) de 18,3 et un albédo estimé à 0,340, ce qui permet de calculer un diamètre de 0,498 km. Ces résultats ont été obtenus grâce aux observations du Wide-field Infrared Survey Explorer (WISE), un télescope spatial américain mis en orbite en 2009 et observant l'ensemble du ciel dans l'infrarouge, et publiés en 2015 dans un article présentant les résultats concernant 7 956 astéroïdes.